# Schloss Pohořílky

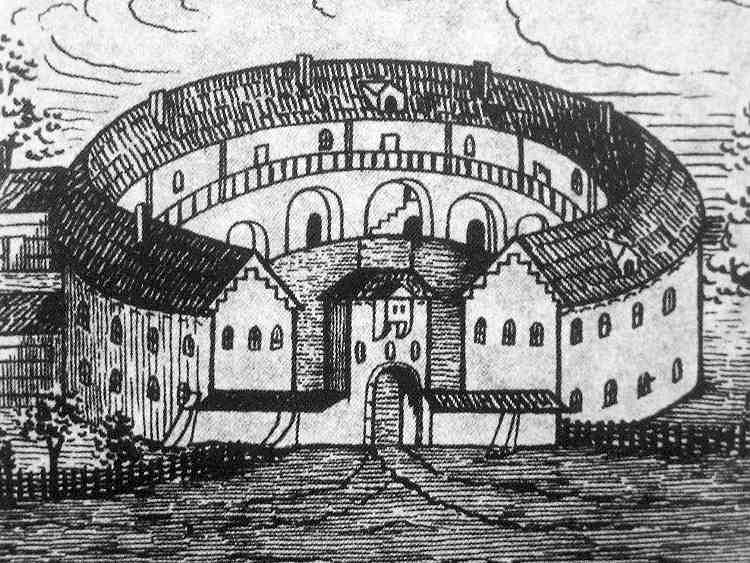
Schloss Schimmelsdorf auf einer 1817 von František Kletenský nach einem Aquarell von 1621 gefertigten Zeichnung

Das Schloss Pohořílky (deutsch Schloss Schimmelsdorf) ist ein abgegangener Herrensitz im Ortsteil Pohořílky (Schimmelsdorf) der tschechischen Stadt Fulnek im Okres Nový Jičín. Der nach 1564 anstelle einer alten gotischen Feste errichtete markante Renaissancebau wurde 1756 abgebrochen.

## Lage
Das Schloss befand sich an der Westseite des Dorfplatzes von Pohořílky, gegenüber dem heutigen Haus Nr. 44. Das Gelände des Schlosses und des zugehörigen Hofes ist heute mit verschiedenen, aus dem 20. Jahrhundert stammenden Wirtschaftsgebäuden eines ehemaligen Landwirtschaftsbetriebes überbaut.

## Beschreibung
Es handelte sich um einen zweistöckigen, an der Giebelseite offenen Rundbau mit einem Durchmesser von etwa 45 Metern, Satteldach und kreisförmigen Innenhof. 
Die Giebelseite des Hofes war durch eine niedrige Mauer begrenzt, in der sich mittig der Torturm mit einem Erker über der Hofeinfahrt befand. Hofseitig war das Schloss im Erdgeschoss mit einem steinern Arkadengang versehen, der mit einer hölzernen Pawlatsche, von der der Zugang in die Räume des Obergeschosses erfolgte, überbaut war.
Das Erscheinungsbild des Schlosses ist durch eine Zeichnung des Fulneker Künstlers František Kletenský (1766–1853) überliefert, die dieser 1817 nach einem heute verschollenen Aquarell aus dem Jahre 1621 gefertigt hat.
Erhalten ist lediglich ein drei Meter hoher steinerner Gewölbekeller mit fünf Lichtschächten, Ziegelpflasterung und einer Ausdehnung von 19 × 5 Metern. Anhand der Lichtschächte ist eine Mauerstärke von knapp drei Metern ersichtlich. Außerdem sind noch Reste starker Steinmauern sichtbar, die vermutlich von der Hofeinfriedung stammen.

## Geschichte
Die erste urkundliche Erwähnung des Dorfes Pohořílky erfolgte 1329 unter dem Namen Scirbine (Skrbeň). Der beim Abbruch des Schlosses gemachte Fund eines steinernen Türgestells mit gotischen Buchstaben und der Jahreszahl 1322 lässt darauf schließen, dass zu dieser Zeit an der Stelle bereits ein Hof oder Festes Haus gestanden hatte.
1389 wurde die Feste Pohrolka als Sitz des Vladiken Mixico de Pohrolky (Mikšík z Pohořílky) erstmals schriftlich erwähnt, wahrscheinlich handelt es sich um einen Lehnsmann der Herren von Krawarn auf Fulnek. Die Feste mit dem gleichnamigen Dorf bildete ein Afterlehen der Herrschaft Fulnek. In der zweiten Hälfte des 15. Jahrhunderts kaufte der Besitzer der benachbarten Herrschaft Wagstadt, Nikolaus von Füllstein, das Lehen Pohořílky auf. Wenzel von Füllstein sah sich 1543 wegen Verschuldung gezwungen, Wagstadt und Pohořílky an Heinrich Kottulinsky von Kottulin zu verkaufen. Dieser veräußerte das Gut Pohořílky 1547 an seinen Beamten Matthias Stischl von Alschitz, wenig später gelangte es wieder an die Familie Kottulinsky von Kottulin zurück. In der zweiten Hälfte des 16. Jahrhunderts entstand der Name Schimmelsdorf.
Georg Kottulinsky von Kottulin ließ die alte Feste nach 1564 zu einem Renaissanceschloss umgestalten. Im Jahre 1569 übertrug er das Gut Schimmelsdorf seinem Sohn Ctibor. Später fiel das Lehen wieder an die Herrschaft Fulnek heim. Bei der Teilung der Herrschaft Fulnek fiel das Gut Schimmelsdorf 1584 zusammen mit dem Kunewalder Anteil Johann Balthasar Zedritz von Kinsberg zu. Er legte sich das Prädikat von Kunewald und Schimmelsdorf zu. Am 4. Juli 1592 kaufte Johann Skrbenský von Hříště auf Fulnek die Feste, das Gut und das Dorf Schimmelsdorf für 6500 Mährische Gulden auf. Er zog das Lehen ein und vereinigte Schimmelsdorf mit seiner Herrschaft Fulnek. Das Schloss verlor damit seine Funktion als Herrensitz und wurde dem Verfall preisgegeben. Im Jahre 1756 ließ der Fulneker Amtmann Tietze das verfallene Schloss abbrechen und an seiner Stelle einen herrschaftlichen Meierhof anlegen. 
Dieser Hof bestand bis ins 20. Jahrhundert, er wurde wahrscheinlich nach 1950 durch die JZD abgerissen und durch schlichte neuzeitliche Wirtschaftsgebäude ersetzt. Den alten Keller nutzte die JZD als Pflanzkartoffellager, wobei das Ziegelpflaster unsachgemäß repariert wurde. Seit der Samtenen Revolution wird der Schlosskeller durch auf dem ehemaligen JZD-Gelände ansässige Gewerbetreibende genutzt.
Beim Brunnenbau wurde auf dem Areal der Feste eine mit Silbergroschen gefüllte Zinnkanne mit der Prägung 1552 gefunden.